# Comté de Chittenden
Pour les articles homonymes, voir Chittenden.
Le comté de Chittenden, en anglais : Chittenden County, est situé dans le nord-ouest de l'État américain du Vermont. Le siège de comté est la ville de Burlington. Selon le recensement de 2020, sa population est de 168 323 habitants. Chittenden est le comté le plus peuplé de l'État du Vermont.

## Géographie
La superficie du comté est de 1 605 km2, dont 1 396 km2 de terre.

## Comtés adjacents
| Comté de Clinton État de New York | Comté de Grand Isle | Comté de Franklin   |
|                                   | comté de Chittenden | Comté de Lamoille   |
| Comté d'Essex État de New York    | Comté d'Addison     | Comté de Washington |

## Démographie
Le recensement de 2000 indique 146 571 personnes, 56 452 ménages, et 35 169 familles résidant dans le comté. La densité de population était de 112 personnes par km2. De 2000 à 2008, les résidents avaient quitté en grand nombre le comté de Chittenden pour des destinations au-delà des frontières du Vermont. Néanmoins la population a légèrement augmenté au recensement de 2010, en partie, de l'immigration en provenance de pays étrangers.

## Politique fédérale
| Année | Démocrate     | Républicain   |
| ----- | ------------- | ------------- |
| 2008  | 71,4 % 59 611 | 26,7 % 22 237 |
| 2004  | 63,5 % 49 369 | 34,0 % 26 422 |
| 2000  | 54,4 % 39 156 | 36,3 % 26 105 |